# Веди (река)
Веди́ (Ведичай, арм. Վեդի) — река в Араратской области Армении, левый приток реки Аракс. Протяжённость реки составляет 58 км. Площадь водосборного бассейна — 633 км². Средний расход воды в Урцадзоре — 1,71 м³/c, максимум стока приходится на май.

## Географическое положение
Истоки находятся на западном склоне Гегамского хребта. В верхнем течении типичная горная река. В нижнем течении проходит через Араратскую долину и впадает в Аракс примерно в 2 км к югу от села Ехегнаван, на высоте около 810 м над уровнем моря.
На берегах реки расположены город Веди, село Гораван, деревня Урцадзор, село Даштакар.
Основные притоки: Кетузчай (пр), Селаз (лв), Хосровчай (пр), Ахсу (пр), Кюсузчай (пр).
Планируется строительство водохранилища.